# Rashaan Salaam
(en) Statistiques sur pro-football-reference
Rashaan Salaam, né le 8 octobre 1974 à San Diego en Californie et mort le 5 décembre 2016 à Boulder dans le Colorado, est un joueur américain de football américain évoluant au poste de running back. Vainqueur du trophée Heisman en 1994, il est sélectionné par les Bears de Chicago en 1995 en 21e position. Après des débuts prometteurs — il est le plus jeune joueur de la NFL à courir pour 1 000 yards — des blessures et l'utilisation de la marijuana l'éloigne des terrains. Échangé aux Dolphins de Miami en 1998, il échoue à la visite médicale et reste à Chicago. Recruté par les Browns de Cleveland, il n'y joue que deux rencontres. Après un passage à Green Bay, il joue brièvement en XFL avant qu'une blessure mette fin à sa saison. Trouvé mort dans un parc public à Boulder, l'enquête policière conclut en un suicide après une longue dépression.